# 冯飚
冯飚（1968年4月—），男，浙江兰溪人，中华人民共和国外交官，现任中华人民共和国驻捷克共和国特命全权大使，曾任中华人民共和国驻阿拉伯叙利亚共和国特命全权大使。

## 生平
冯飚的父亲曾经在兰溪三中担任英语教师。冯飚先后在解放路小学、兰溪二中、兰溪三中读书，1985年自兰溪三中毕业，参加当年高考后复读一年，次年考入北京外国语学院学习阿拉伯语。
1991年，冯飚进入中华人民共和国外交部工作，先后在外交部西亚北非司、驻叙利亚大使馆、驻苏丹大使馆任职。2011年，任驻叙利亚大使馆参赞。2012年，任驻埃及大使馆参赞，后升公使衔参赞。2014年，任外交部西亚北非司参赞。2015年，升任外交部西亚北非司副司长。2018年10月，出任中华人民共和国驻叙利亚大使。2022年8月，自驻叙利亚大使离任。10月，出任中华人民共和国驻捷克大使。

## 家庭
已婚，有一子。

## 荣誉

### 外国勋章奖章
- 卓越民事功绩勋章（叙利亚，2022年7月27日于大马士革颁发[6]）